# Gmina Fredericksburg

Położenie Gminy Fredericksburg w hrabstwie Chickasaw

Gmina Fredericksburg (ang. Fredericksburg Township) – gmina w USA, w stanie Iowa, w hrabstwie Chickasaw. Według danych z 2000 roku gmina miała 982 mieszkańców, a jej powierzchnia wynosi 93,02 km².